# Liste des éparques de Parma
La liste des éparques de Parma des ruthènes recense les noms des éparques qui se sont succédé à la tête de l'éparchie de Parma des Ruthènes (Eparchia Parmensis Ruthenorum), éparchie créée le 21 février 1969, dépendant de l'Église grecque-catholique ruthène et dont le siège se trouve à Parma dans l'Ohio, aux États-Unis. 

## Sont éparques
- 22 mars 1969-† 27 janvier 1984 : Émil Mihalik (Émil John Mihalik)
- 19 juin 1984-6 novembre 1995 : Andrew Pataki
- 3 février 1996-3 mai 2002 : Basil Schott (Basil Myron Schott), OFM
- 3 mai 2002 - 7 mai 2016 : John Kudrick (John Michaël Kudrick)
- depuis le 1er juin 2018 : Milan Lach, SJ.

## Sources
- Page de l'éparchie sur catholic-hierarchy.org